# Sociedad de Geografía e Historia de Honduras
La Sociedad de Geografía e Historia de Honduras es una entidad cultural y científica, fundada en 1926 en la república de Honduras.

## Fundación
Con fecha 18 de diciembre de 1926, fueron publicados los estatutos de la Sociedad de Geografía e Historia, siendo el primer presidente de la junta directiva Esteban Guardiola Cubas, E. Martínez López como Vicepresidente; Augusto C. Coello, Vocal 1, Pedro Rivas, Vocal 2, Luis Landa Escober, Tesorero; Félix Salgado, Secretario; Abraham Gúnera Rodríguez. Prosecretario, Jesús Aguilar Paz, Salvador Turcios R. dichos estatutos fueron aprobador mediante Acuerdo presidencial de fecha 19 de septiembre de 1927, siendo Presidente constitucional el doctor Miguel Paz Barahona. En 1968 se cambió su nombre, para ser la actual Academia de Geografía e Historia de Honduras.

## Objetivos
La Sociedad de Geografía e Historia de Honduras, fue fundada con el objeto de realizar y promover los estudios geográficos e históricos del país, procurando su divulgación por cualquier medio. Los socios que la conforman se dividirán en cinco clases, honorarios, benefactores, fundadores, activos y correspondientes.
La Sociedad estará dividida en tres comisiones permanentes, la de geografía, la de historia y ciencias auxiliares, la de publicación, conferencias, fotografía, conservación y arqueología.

## Publicaciones
- Mapa de Honduras.
- Diccionario Geográfico Histórico.
- Revista de la Sociedad de Geografía e Historia de Honduras.
- Salgado, Félix. Compendio de historia de Honduras, Biblioteca de la Sociedad de Geografía e Historia de Honduras, Imprenta El Sol, 1928.
- Castañeda, Gustavo A. "El dominio insular de Honduras, estudio histórico-geográfico". Biblioteca de la Sociedad de Geografía e Historia de Honduras, Tegucigalpa, 1939.
- Membreño, Jesús Banegas, "Monografía del Departamento de Copán", Publicado por la Sociedad de Geografía e Historia de Honduras, Tegucigalpa, Honduras, 1946.
- Figueroa, Fernando F. Monografía del departamento de Olancho",Publicado por la Sociedad de Geografía e Historia de Honduras, Talleres Tipográficos Nacionales, Tegucigalpa, Honduras, 1935.

## Miembros
- Abraham Gúnera Rodríguez
- Agustín Alonso
- Augusto C. Coello
- E. Martínez López
- Ernesto Alvarado García
- Esteban Guardiola Cubas
- Félix Salgado
- Jesús Aguilar Paz
- Louis J. Joest T.
- Luis Landa Escober
- Luis Mariñas Otero
- Miguel Antonio Fortín
- Pedro Rivas
- Ramón Ernesto Cruz Uclés
- Rómulo Ernesto Durón
- Salvador Turcios R.

### Actual junta directiva
Desde el 1 de julio de 2014, la junta directiva está integrada por:
- Presidente: León Rojas Carón
- Vicepresidente: Víctor Manuel Ramos
- Secretario: Carmen Fiallos
- Prosecretario: Jorge Amaya
- Tesorero: Evelio Inestroza
- Vocal II: Rolando Sierra
- Vocal I: Ramón Antonio Rivera.